# Torcy-le-Grand (Seine-Maritime)
Pour la commune homonyme de l'Aube, voir Torcy-le-Grand (Aube). Pour les autres homonymes, voir Torcy.
Torcy-le-Grand est une commune française située dans le département de la Seine-Maritime en région Normandie.

## Géographie

### Description
Torcy-le-grand est un village périurbain normand situé à 16 km à vol d'oiseau au sud-est de Dieppe et du littoral de la Manche, 13 km au sud-ouest d'Envermeu 21 km au nord-ouest de Neufchâtel-en-Bray et 40 km au nord de Rouen.

### Communes limitrophes
Les communes limitrophes sont  Les Grandes-Ventes, Muchedent, Saint-Honoré, Sainte-Foy et Torcy-le-Petit.

### Hydrographie
La commune est située dans le bassin Seine-Normandie. Elle est drainée par la Varenne et divers autres petits cours d'eau,.
La Varenne, d'une longueur de 39 km, prend sa source dans la commune de Saint-Martin-Osmonville et se jette  dans l'Arques à Arques-la-Bataille, après avoir traversé 13 communes. Les caractéristiques hydrologiques de la Varenne sont données par la station hydrologique située sur la commune. Le débit moyen mensuel est de 2,93 m3/s. Le débit moyen journalier maximum est de 5,27 m3/s, atteint lors de la crue du 4 janvier 2024. Le débit instantané maximal est quant à lui de 6,34 m3/s, atteint le même jour.

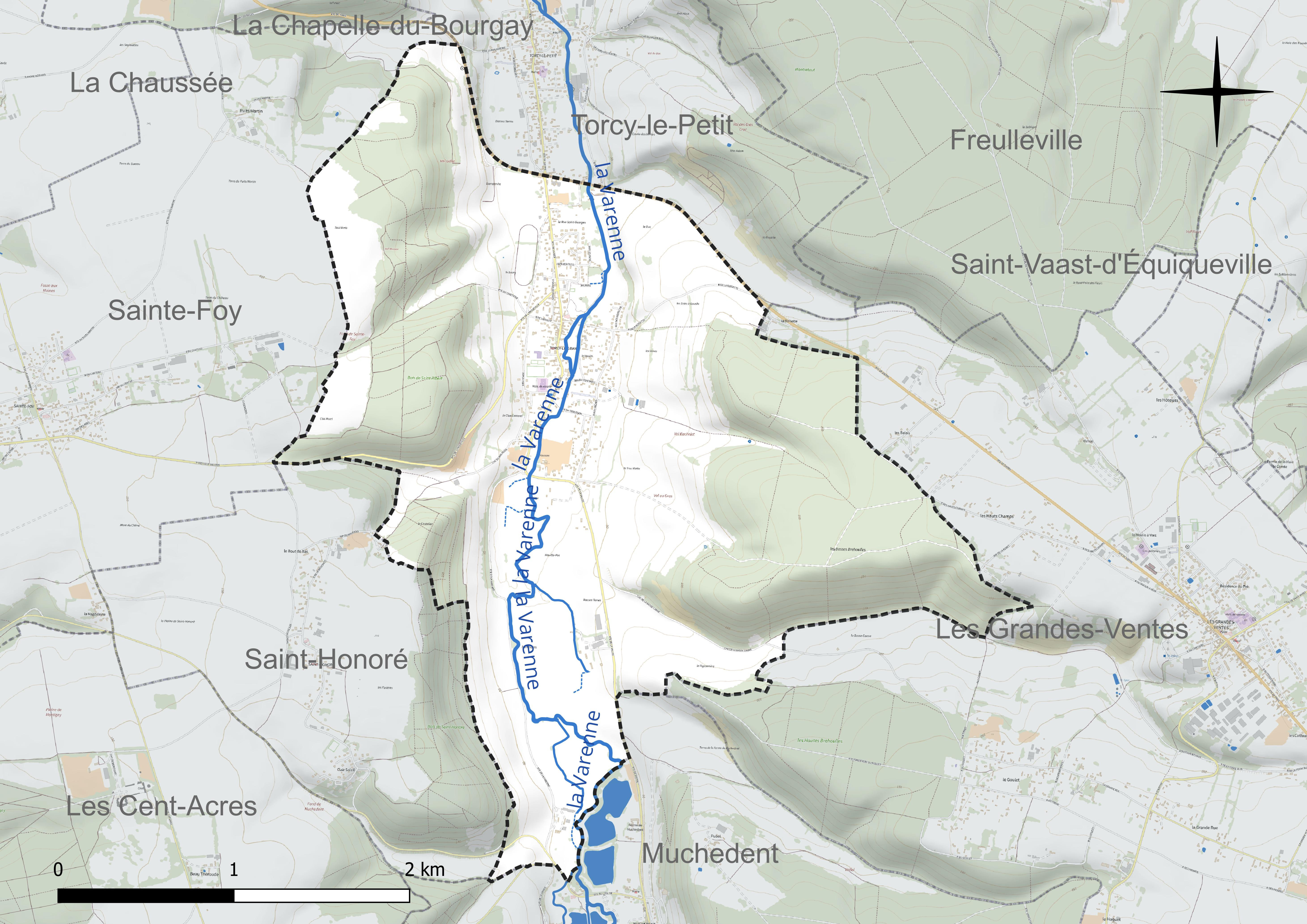
Réseau hydrographique de Torcy-le-Grand.

### Climat
Pour des articles plus généraux, voir Climat de la Normandie et Climat de la Seine-Maritime.
En 2010, le climat de la commune est de type climat océanique franc, selon une étude du CNRS s'appuyant sur une série de données couvrant la période 1971-2000. En 2020, Météo-France publie une typologie des climats de la France métropolitaine dans laquelle la commune est exposée à un climat océanique et est dans la région climatique Côtes de la Manche orientale, caractérisée par un faible ensoleillement (1 550 h/an) ; forte humidité de l’air (plus de 20 h/jour avec humidité relative > 80 % en hiver), vents forts fréquents. Parallèlement le GIEC normand, un groupe régional d’experts sur le climat, différencie quant à lui, dans une étude de 2020, trois grands types de climats pour la région Normandie, nuancés à une échelle plus fine par les facteurs géographiques locaux. La commune est, selon ce zonage, exposée à un « climat maritime », correspondant au Pays de Caux, frais, humide et pluvieux, légèrement plus frais que dans le Cotentin.
Pour la période 1971-2000, la température annuelle moyenne est de 10,7 °C, avec une amplitude thermique annuelle de 13,7 °C. Le cumul annuel moyen de précipitations est de 878 mm, avec 13,4 jours de précipitations en janvier et 8,6 jours en juillet. Pour la période 1991-2020, la température moyenne annuelle observée sur la station météorologique la plus proche, située sur la commune de Dieppe à 15 km à vol d'oiseau, est de 11,3 °C et le cumul annuel moyen de précipitations est de 805,2 mm,. Pour l'avenir, les paramètres climatiques de la commune estimés pour 2050 selon différents scénarios d’émission de gaz à effet de serre sont consultables sur un site dédié publié par Météo-France en novembre 2022.

## Urbanisme

### Typologie
Au 1er janvier 2024, Torcy-le-Grand est catégorisée bourg rural, selon la nouvelle grille communale de densité à sept niveaux définie par l'Insee en 2022.
Elle est située hors unité urbaine. Par ailleurs la commune fait partie de l'aire d'attraction de Dieppe, dont elle est une commune de la couronne,. Cette aire, qui regroupe 62 communes, est catégorisée dans les aires de 50 000 à moins de 200 000 habitants,.

### Occupation des sols
L'occupation des sols de la commune, telle qu'elle ressort de la base de données européenne d’occupation biophysique des sols Corine Land Cover (CLC), est marquée par l'importance des territoires agricoles (52,4 % en 2018), en diminution par rapport à 1990 (53,8 %). La répartition détaillée en 2018 est la suivante : 
forêts (39,5 %), terres arables (30,3 %), prairies (22,1 %), zones urbanisées (8 %), eaux continentales (0,1 %). L'évolution de l’occupation des sols de la commune et de ses infrastructures peut être observée sur les différentes représentations cartographiques du territoire : la carte de Cassini (XVIIIe siècle), la carte d'état-major (1820-1866) et les cartes ou photos aériennes de l'IGN pour la période actuelle (1950 à aujourd'hui).

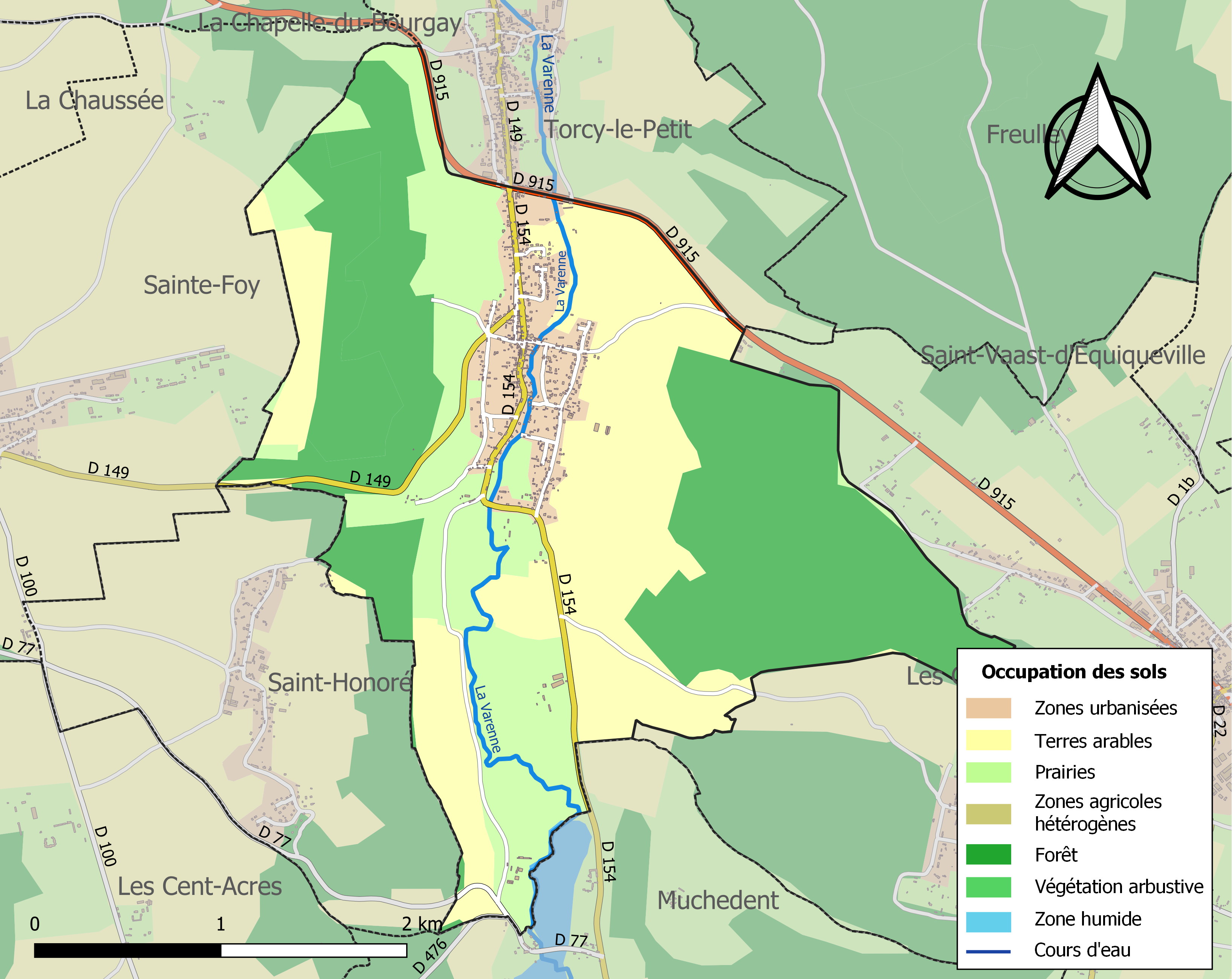
Carte des infrastructures et de l'occupation des sols de la commune en 2018 (CLC).

### Habitat et logement
En 2018, le nombre total de logements dans la commune était de 389, alors qu'il était de 349 en 2013 et de 325 en 2008.
Parmi ces logements, 88,2 % étaient des résidences principales, 5,2 % des résidences secondaires et 6,6 % des logements vacants. Ces logements étaient pour 90,6 % d'entre eux des maisons individuelles et pour 7,9 % des appartements.
Le tableau ci-dessous présente la typologie des logements à Torcy-le-Grand en 2018 en comparaison avec celle de la Seine-Maritime et de la France entière. Une caractéristique marquante du parc de logements est ainsi une proportion de résidences secondaires et logements occasionnels (5,2 %) supérieure à celle du département (3,9 %) mais inférieure à celle de la France entière (9,7 %). Concernant le statut d'occupation de ces logements, 71,3 % des habitants de la commune sont propriétaires de leur logement (78,9 % en 2013), contre 53 % pour la Seine-Maritime et 57,5 % pour la France entière.
| Typologie                                               | Torcy-le-Grand | Seine-Maritime | France entière |
| ------------------------------------------------------- | -------------- | -------------- | -------------- |
| Résidences principales (en %)                           | 88,2           | 88             | 82,1           |
| Résidences secondaires et logements occasionnels (en %) | 5,2            | 3,9            | 9,7            |
| Logements vacants (en %)                                | 6,6            | 8,1            | 8,2            |

### Voies de communication et transports
Le village est desservi par la RD 154, qui le relie à Dieppe et Saint-Saëns, et est tangenté par le tracé initial de l'ancienne RN 15 (Pontoise - Gournay-en-Bray - Dieppe).

## Toponymie
Le nom de la localité est attesté sous la forme normande De Torceio grandi en 1180, Ecc. de Torcheio Magno vers 1240, Par. de Torchi le Grant en 1285, Ecc. de Torchiaco Magno en 1433 (Archives départementales de la Seine-Maritime, G 1473), Torci le Grand en 1490, Torcy le Grand en 1491 (Arch. S.-M. E, tab. Bellencombre), Torchy le Grand en 1648 (Pouillés), Grand Torcy en 1793, Grand-Torcy en 1801.
Toponyme gallo-roman en -acum, précédé du nom de personne Tauricius > Toricius

## Histoire
L'abbé Cochet indiquait au XIXe siècle : « Ep. incertaine. Terrassement fossoyé appelé le Catelle). et situé sur la côte occidentale du vallon. 
 Ep. franque. Fontaine vénérée dans le bois de Torcy, au-dessus de l'église; on l'appelle la Fontaine de Saint-Ribert, et on assure que saint Ribert, abbé de Leuconaüs et évêque du VIIe siècle, y baptisa : la légende est d'accord avec la tradition. 
Moyen âge : Église sous le vocable de Saint-Ribert, construite entièrement au XVIe siècle avec le grès du pays. Le clocher est une tour carrée au portail. Restes de vitraux dans le chœur. Dans le sanctuaire, belle dalle tumulaire en ardoise de Jean d'Étoutteville, seigneur de Blainville et de Torcy, capitaine du château de Dieppe, décédé le 19 novembre 1449. Dans la sacristie, belle croix du XVe siècle en cuivre émaillé de Limoges. 
 Dans une île de la Varenne et tout près de l'église sont les ruines du vieux château, dont les tours, en grès et en briques rouges, paraissent remonter au XVee et au XVIe siècle. Henri IV y coucha en septembre 1589, quelques jours avant la bataille d'Arques ».

## Politique et administration

### Rattachements administratifs et électoraux

#### Rattachements administratifs
La commune se trouve dans l'arrondissement de Dieppe du département de la Seine-Maritime.
Elle faisait partie depuis 1793 du canton de Longueville-sur-Scie. Dans le cadre du redécoupage cantonal de 2014 en France, cette circonscription administrative territoriale a disparu, et le canton n'est plus qu'une circonscription électorale.

#### Rattachements électoraux
Pour les élections départementales, la commune fait partie depuis 2014 du canton de Luneray
Pour l'élection des députés, elle fait partie de la dixième circonscription de la Seine-Maritime.

### Intercommunalité
Torcy-le-Grand ( était membre de la communauté de communes de Varenne et Scie, un établissement public de coopération intercommunale (EPCI) à fiscalité propre créé en 2002 et auquel la commune avait transféré un certain nombre de ses compétences, dans les conditions déterminées par le code général des collectivités territoriales.
Dans le cadre des dispositions de la loi portant nouvelle organisation territoriale de la République du 7 août 2015, qui prévoit que les établissements publics de coopération intercommunale (EPCI) à fiscalité propre doivent avoir un minimum de 15 000 habitants, cette intercommunalité a fusionné avec ses voisines pour former, le 1er janvier 2017, la communauté de communes Terroir de Caux, dont est désormais membre la commune.

### Liste des maires
| Période                                  | Période                    | Identité               | Étiquette   | Qualité |
| ---------------------------------------- | -------------------------- | ---------------------- | ----------- | --- |
| Les données manquantes sont à compléter. |                            |                        |             | |
| 1896                                     |                            | Louis Fihue            | Républicain | |
| 1908                                     |                            | Prévost                |             | |
| 1920                                     |                            | Meslin                 |             | |
| 1934                                     | 1937                       | Henri Meslin           | Républicain | |
| 1953                                     | 1977                       | Pierre Meslin          |             | Notaire |
| 1977                                     | 1983                       | Michel Moizeau         |             | Notaire |
| 1983                                     | 1989                       | Janick Ledoux          |             | Commerçant |
| 1989                                     | 2014                       | Jean-Yves Morin        | SE          | Inspecteur DGCCRF |
| 2014                                     | En cours (au 10 août 2020) | Laurent Servais-Picord |             | Agriculteur Vice-président de la CC de Varenne et Scie (2014 → 2016) Vice-président de la CC Terroir de Caux (2020 → ) Réélu pour le mandat 2020-2026, |

## Équipements et services publics

### Enseignement
Les enfants de la commune sont scolarisés dans une école construite en 2017 et dotée de quatre classes.

### Santé et solidarité
Le bourg accueille des personnes âgées dans la MARPA La Varenne de Torcy.

## Population et société

### Démographie
L'évolution du nombre d'habitants est connue à travers les recensements de la population effectués dans la commune depuis 1793. Pour les communes de moins de 10 000 habitants, une enquête de recensement portant sur toute la population est réalisée tous les cinq ans, les populations de référence des années intermédiaires étant quant à elles estimées par interpolation ou extrapolation. Pour la commune, le premier recensement exhaustif entrant dans le cadre du nouveau dispositif a été réalisé en 2004.

En 2022, la commune comptait 793 habitants, en évolution de +4,2 % par rapport à 2016 (Seine-Maritime : +0,35 %, France hors Mayotte : +2,11 %).
| 1793 | 1800 | 1806 | 1821 | 1831 | 1836 | 1841 | 1846 | 1851 |
| ---- | ---- | ---- | ---- | ---- | ---- | ---- | ---- | ---- |
| 410  | 473  | 485  | 514  | 479  | 503  | 521  | 501  | 501  |

| 1856 | 1861 | 1866 | 1872 | 1876 | 1881 | 1886 | 1891 | 1896 |
| ---- | ---- | ---- | ---- | ---- | ---- | ---- | ---- | ---- |
| 634  | 660  | 651  | 535  | 607  | 609  | 654  | 607  | 665  |

| 1901 | 1906 | 1911 | 1921 | 1926 | 1931 | 1936 | 1946 | 1954 |
| ---- | ---- | ---- | ---- | ---- | ---- | ---- | ---- | ---- |
| 635  | 625  | 566  | 550  | 574  | 602  | 578  | 601  | 548  |

| 1962 | 1968 | 1975 | 1982 | 1990 | 1999 | 2004 | 2006 | 2009 |
| ---- | ---- | ---- | ---- | ---- | ---- | ---- | ---- | ---- |
| 587  | 576  | 589  | 611  | 628  | 720  | 715  | 718  | 703  |

| 2014 | 2019 | 2022 | - | - | - | - | - | - |
| ---- | ---- | ---- | - | - | - | - | - | - |
| 744  | 796  | 793  | - | - | - | - | - | - |

## Culture locale et patrimoine

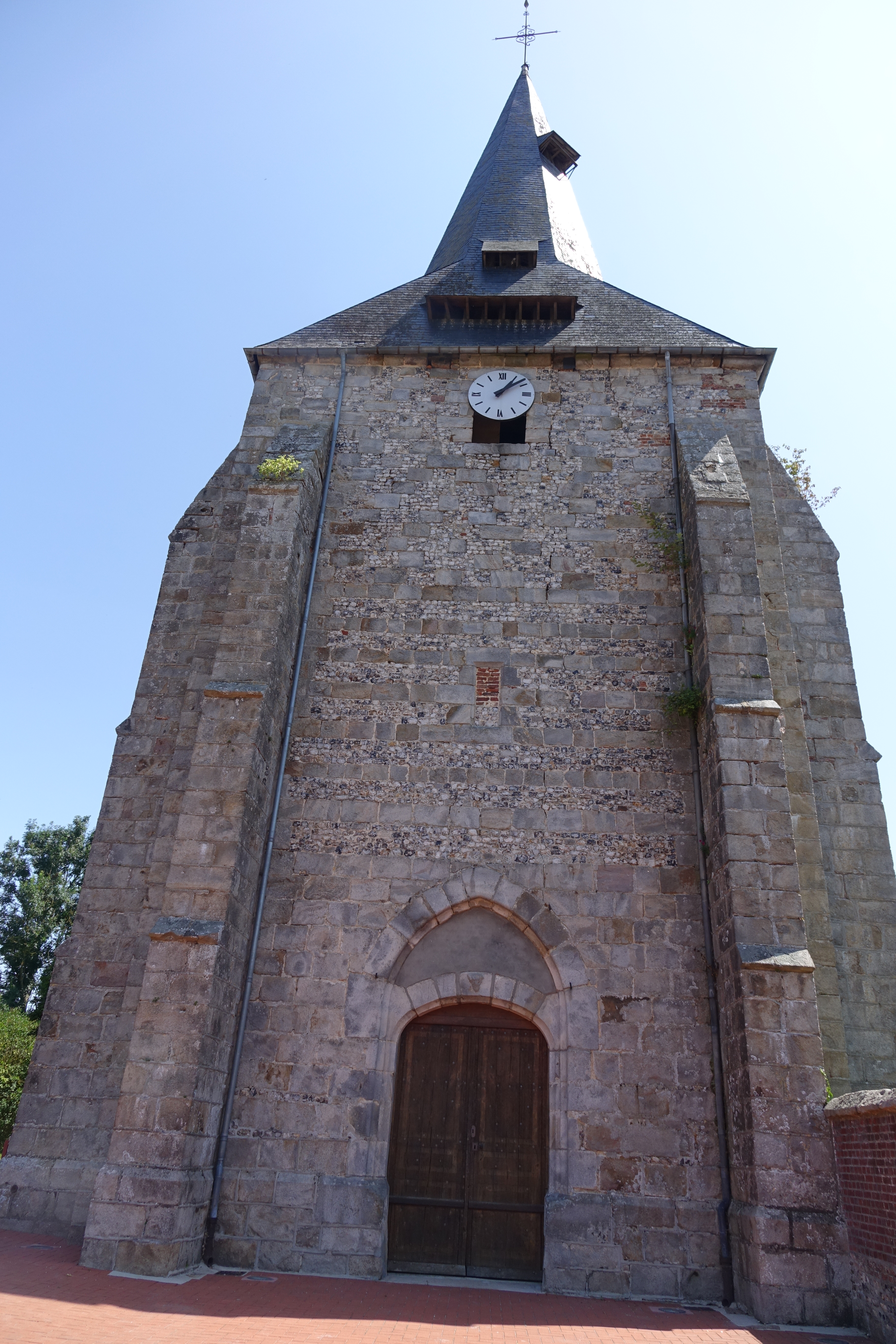
L'église Saint-Ribert.

### Lieux et monuments
- Ruines du château de Torcy-le-Grand, dont les tours, en grès et en briques rouges, paraissent remonter aux XVe et XVIe siècles[17],[26]
- Église Saint-Ribert.
- Monument aux morts (1922).
- Mairie (1911) (architecte Savignac)[27].
- Le sentier du Verger : parcours promenade traversant les vestiges du château et donnant accès à un verger patrimonial de pommiers à cidre.

### Héraldique
| Blason de Torcy-le-Grand | Blason  | Burelé de gueules et d’argent au lion à la queue léopardée d’or lampassé aussi de gueules brochant sur le tout |
| Blason de Torcy-le-Grand | Détails | Le statut officiel du blason reste à déterminer.                                                               |

## Pour approfondir